# Never Had a Dream Come True
"Never Had a Dream Come True" é um single da banda S Club 7, lançado em 27 de novembro de 2000, escolhido para ser a canção oficial da campanha Children in Need da BBC.

## Desempenho nas paradas
| Top (2000-2001)           | Melhor posição |
| ------------------------- | -------------- |
| Irish Singles Chart       | 2              |
| New Zealand Singles Chart | 31             |
| Swedish Singles Chart     | 10             |
| UK Singles Chart          | 1              |
| US Billboard Hot 100      | 10             |
| US Hot 100 Airplay        | 25             |
| US Hot 100 Singles Sales  | 2              |
| US Top 40 Mainstream      | 8              |